# National Anthem
Vous lisez un « bon article » labellisé en 2012.
Singles de Lana Del Rey
Summertime Sadness
(2012) Ride
(2012)
Pistes de Born to Die
Diet Mountain Dew Dark Paradise
National Anthem est une chanson de l’auteure-compositrice-interprète nord-américaine Lana Del Rey, figurant sur son premier album studio, Born to Die. Le titre est écrit par Del Rey, The Nexus ainsi que Justin Parker et produite par Emile Haynie et Jeff Bhasker. Le titre est commercialisé en tant que cinquième single de l’album le 8 juillet 2012, sous le label Interscope. II mélange plusieurs genres musicaux tels que le hip-hop alternatif, le pop rock et l’indie pop alors que ses paroles traitent de l’argent, du sexe et de la cupidité des grandes entreprises.
National Anthem est saluée par la critique pour la tristesse qu’y transmet la voix de Del Rey, en plus d’être louée pour les sonorités hip-hop qu’elle incorpore. Le morceau n’a connu qu’un succès commercial limité, atteignant la 140e position de l’Ultratop en Belgique, la 92e place du UK Singles Chart au Royaume-Uni ainsi que le 152e rang du hit-parade français.
Le vidéoclip de la chanson, réalisé par Anthony Mandler, est dévoilé le 27 juin 2012. Del Rey y interprète Marilyn Monroe et Jacqueline Kennedy simultanément tandis que le rappeur américain ASAP Rocky y joue le rôle de son époux, l’ancien président des États-Unis John F. Kennedy. Tout au long de la vidéo, la vie de la famille Kennedy est dépeinte ; certaines scènes affichant des moments intimes de celle-ci, d’autres relatant la tragédie entourant l'assassinat de Kennedy.

## Genèse et composition
| |  |  |
| Les paroles font référence à la prétendue relation amoureuse entre l'ancien président des États-Unis John F. Kennedy et l'actrice Marilyn Monroe. |  |  |

National Anthem est une piste jumelant hip-hop alternatif, pop rock et pop indie. Elle est écrite par Del Rey, The Nexus et Justin Parker (en). Ce dernier collabore également avec la chanteuse sur les titres Video Games et Born to Die,. Un extrait du morceau fait surface sur Internet le 5 janvier 2012. Différentes informations confirment alors que la chanson figurera sur l’album Born to Die. Del Rey précise ultérieurement par l’intermédiaire de Twitter que la version dévoilée n’est qu’une ébauche du titre. Après la sortie officielle de la piste, il est confirmé que National Anthem sera commercialisée en guise de cinquième single de l’album le 8 juillet 2012. Sa pochette, sur laquelle un bandeau noir où est inscrit « Tell Me I’m Your National Anthem » cache les yeux de Del Rey, est mise en ligne peu avant la sortie,.
En ce qui concerne l'instrumentation du titre, celle-ci regroupe différents éléments sonores produits à l'aide de guitares, de claviers et de tambours. Selon la fiche musicale publiée sur Music Notes par Alfred Publishing, le titre possède un tempo de 85 battements par minute, et est composé dans la clef de Mi bémol majeur alors que la voix de Del Rey oscille entre les notes Sol3 et Si♭4. Quant aux paroles, celles-ci évoquent plusieurs sujets, dont la violence, notamment lorsque Del Rey fait référence à la guerre du Viêt Nam dans la ligne « The Queen of Saigon ». Elles mentionnent également la cupidité de la classe supérieure dans la ligne « Money is the anthem of success » en plus d'aborder la relation entre Marilyn Monroe et John F. Kennedy dans le refrain : « Tell me I'm your National Anthem / Red! White! Blue! »,.

## Accueil critique
En général, National Anthem a été bien accueillie par la critique musicale. Robert Copsey, rédacteur au site web britannique Digital Spy, offre une note parfaite au titre, jugeant qu'il renferme « une profonde tristesse, camouflée sous les instruments à corde et les rythmes hip-hop ». Il conclut en louangeant le « fugace » refrain pour son euphorie.  De son côté, Tarik de Souza, travaillant pour le magazine Billboard Brasil, affirme que la piste, tout comme Dark Paradise et Million Dollar Man, possède une instrumentation somptueuse et un refrain amusant. Quant à lui, Kia Makarechi, écrivant pour la publication américaine The Huffington Post, souligne que les producteurs de la chanson — Emile Haynie et Jeff Bhasker — sont « deux maîtres du hip-hop et du rap avec un curriculum plus qu'impressionnant ». Enfin, Bill Lamb, journaliste pour le site web About.com, affirme que National Anthem semble « égarée dans un ramassis d'argent, de sexe et de cupidité, mais [que] ses gracieux arrangements lui permettent de solidifier sa fonction de critique de la société, qui, elle aussi, est tout autant perdue que les paroles du morceau ». Il ajoute que le titre s'assimile à Born to Die, mais que, globalement, il est plus « amère, narcissique et riche en émotions ».
Le titre a toutefois été critiqué par certains périodiques. Kyle Anderson d'Entertainment Weekly déplore que la mélodie du morceau « se marie difficilement au rap » tandis qu'Alex Denney, journaliste pour le magazine britannique NME, observe que Del Rey chante comme « un véritable mannequin », critiquant la piste pour avoir revisité encore une fois le type de refrain plus « upbeat » expérimenté sur le single Born to Die,. Sur une note tout aussi négative, le site américain Sputnikmusic, bien qu'admettant que la chanson est « très accrocheuse », déplore le « laxisme » de ses paroles, décrites comme « un véritable gâchis ; un assemblage de phrases sans aucune signification ». Katy Freitas, dans le périodique brésilien Terriório da Música, décrit à son tour la voix de la chanteuse comme étant « très grave, presque déprimée ».

## Performance dans les hit-parades
Dans la semaine du 7 juillet 2012, à la suite de la sortie officielle du single, la chanson fait son apparition dans le hit-parade belge flamand, l'Ultratop, à la 140e position, puis en est exclue la semaine suivante. En France, le piste se hisse à la 152e place du palmarès national, comptabilisé par la SNEP, le 21 juillet 2012, tandis qu'au Royaume-Uni, elle atteint le 96e rang du UK Singles Chart, publié par l'Official Charts Company,. Dans l'édition suivante du classement, elle touche le 92e échelon. En Croatie, la chanson oscille pendant une dizaine de semaines dans le hit-parade avant d'atteindre son apogée, la 4e position, au cours de la semaine du 26 mars 2012.

## Vidéoclip

### Développement

La vidéo reconstitue de véritables moments vécus par la famille Kennedy, principalement à Hyannis Port.

Le vidéoclip de National Anthem, qui dure plus de huit minutes, est réalisé par Anthony Mandler. Dans une interview avec la station britannique BBC Radio 1, Del Rey explique qu'elle est à l'origine du concept initial de la vidéo, expliquant : « ce clip est certainement la plus belle chose que j'ai accomplie ». La chanteuse avoue également avoir elle-même sélectionné ASAP Rocky pour y interpréter son amant. Elle motive son choix en disant « qu'il était parfait pour ce rôle ». Le rappeur déclare à ce sujet au magazine nord-américain Billboard qu'il avait déjà entendu parler de Del Rey sur le web et qu'il appréciait sa voix, mais qu'il ne l'avait jamais rencontrée. Néanmoins, après avoir appris que cette dernière l'avait nommé comme étant son rappeur favori dans une interview pour le périodique Complex, il a insisté pour travailler à ses côtés.
La vidéo est tournée en mai 2012. Le 26 juin 2012, Del Rey divulgue deux images issues du clip par l'intermédiaire de son compte Facebook. La première la montre assise dans une diligence, portant un voile cachant ses cheveux dénoués, regardant dramatiquement derrière elle. Un bandeau sur lequel est inscrit « Red white blues in the skies » couvre ses yeux tandis que les mots « Summer's in the air / And baby heaven's in your eyes » apparaissent au bas de l'image,. Dans la seconde photo, elle se tient debout face à un microphone et porte une longue robe blanche. Un bandeau, sur lequel est écrit « Tell me I'm your National Anthem », cache son regard,. La même journée, Del Rey dévoile un extrait du clip s'étendant sur plus de quatre minutes via le réseau social Twitter. La vidéo est finalement dévoilée deux jours plus tard, le 28 juin 2012, sur la chaîne YouTube et le compte Vevo de la chanteuse.

### Synopsis
La vidéo dépeint la romance entre Jacqueline Kennedy-Onassis et le défunt président des États-Unis John F. Kennedy, interprétés respectivement par Lana Del Rey et le rappeur américain ASAP Rocky. La première scène, en noir en blanc, montre Del Rey vêtue d'une longue robe blanche chantant « Happy Birthday, Mr. President » — extrait faisant référence au même épisode s'étant produit en 1962, dans lequel l'actrice Marilyn Monroe interprète cette piste pour le président. Le passage sous-entend une relation entre Monroe et Kennedy.
Le clip se poursuit en couleur et regroupe différents moments romantiques, festifs et intimes de l'entourage des Kennedy. Trois enfants sont également présents afin de reconstituer de véritables moments vécus par la famille. Le clip se conclut avec une scène reproduisant l'assassinat de JFK à Dallas, dans laquelle Del Rey lit un monologue écrit par Onassis expliquant son amour et sa relation avec Kennedy ; « Et je me souviens du moment où je l'ai rencontré. Il était alors si évident qu'il était le seul qui comptait à mes yeux. Nous l'avons tous deux su immédiatement. Au fil des ans, les choses se sont compliquées et nous avons été confrontés à de nouveaux défis ».

### Réception
Le vidéoclip est bien reçu par les journalistes. James Montgomery, travaillant pour la chaîne MTV, affirme qu'il est porteur d'« une critique à la fois sociale et politique ». Il ajoute qu'il s'agit d'une « représentation très fidèle de la relation entre Onassis et Kennedy », saluant la réalisation de Mandler. Quant à lui, Tyler McDermott, rédacteur pour le magazine musical Billboard, note le juste jeu de Rocky et Del Rey, affirmant que tous deux « embrassent à merveille leur personnage en plus de bénéficier d'une alchimie naturelle, laissant échapper quelques baisers furtifs çà et là ».
Kia Makarechi, écrivant pour la publication nord-américaine The Huffington Post, observe que, excepté le fait que la piste se nomme National Anthem, elle ne contient aucune référence à JFK — ou même à la politique —, mais simplement une allusion à « un bel homme riche ». Elle ajoute que le choix de sélectionner ASAP Rocky pour interpréter le rôle masculin dans le clip est « intéressant ». Ray Rahman, du périodique Entertainment Weekly, poursuit dans ce sens et déclare que la vidéo est « absolument épique », affirmant que Mandler y « mixe une touche de l'ère Mad Men et de son élite avec la mort du président, agrémenté d'un léger soupçon de Grey Gardens vers le milieu ».
Le réalisateur du clip, Anthony Mandler, déclare dans une interview avec MTV que la vidéo « a pour but d'alimenter les conversations, de créer la controverse ». Il avoue avoir essayé d'imiter l'archétype de la famille Kennedy, mais, afin de respecter leur héritage, a omis de reproduire implicitement la scène de l'assassinat de JFK ; la vidéo se concentrant sur la réaction d'Onassis lors du moment en question. Au cours d'une entrevue accordée à un journaliste allemand, ASAP Rocky atteste que les gens ne comprendront pas réellement le clip avant 2015, ce qui ultimement est le but de Del Rey.

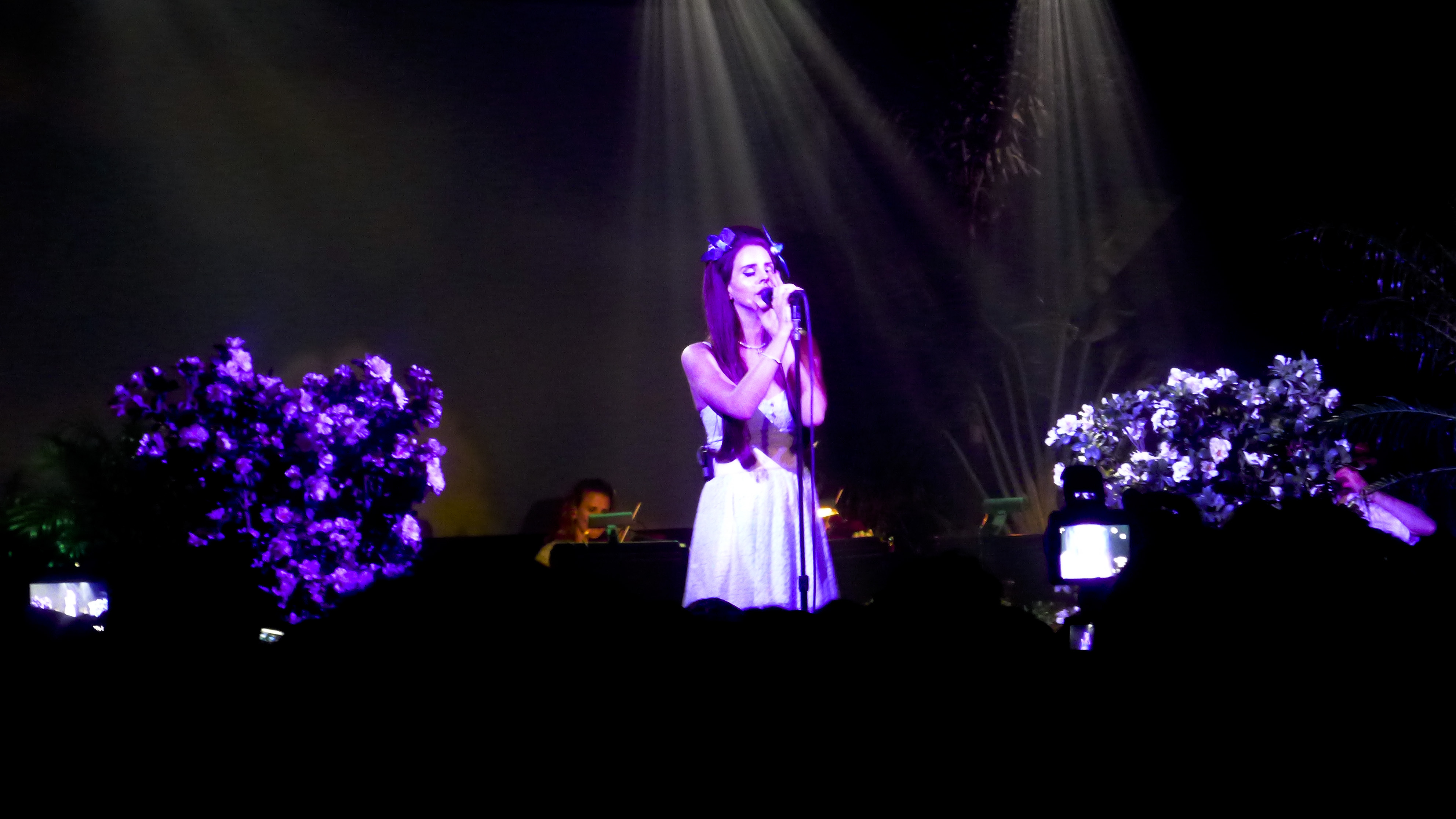
Del Rey au Irving Plaza en 2012, où elle interprète National Anthem.

## Interprétations scéniques
Del Rey interprète la chanson à de nombreux reprises, majoritairement lors de sa tournée Born To Die Tour, s'étendant de 2011 à 2012 et présentée dans le cadre de différents événements tels que les Eurockéennes en France ou encore le festival Melt! en Allemagne,,. Au cours de sa prestation dans le cadre de la tournée, des images d'Elvis Presley, de John F. Kennedy et du drapeau américain sont affichées. En 2012, lors du jour de l'indépendance américaine — le 4 juillet —, la chanteuse interprète le titre au festival de jazz de Montreux, en Suisse. Elle conclut également sa performance au festival iTunes, célébration organisée par la compagnie Apple Inc depuis 2007, avec l'interprétation du morceau. Joshua Duncan de la chaîne MTV Australie note positivement la performance de Del Rey au Splendour in the Grass, la décrivant comme étant « stellaire ».

## Crédits
| - Lana Del Rey - chant, composition - The Nexus - compositon, production, chœurs - Justin Parker - composition - Emile Haynie - production, tambour, clavier - Jeff Bhasker - ingénierie audio, clavier, guitare | - James Bauer-Mein, David Sneddon, Emilie Bauer-Mein - chœurs - Larry Gold, Dan Heath - Instruments à cordes, chef d'orchestre - Steve Tirpak - Instruments à cordes - Manny Marroquin - mixage - Erik Madrid, Chris Galland - assistance au mixage |

Les crédits sont issus du livret de notes de l'album Born to Die.

## Formats et éditions
| Physique 1. National Anthem – 3:50 Vinyle 1. National Anthem – 3:50 2. National Anthem (Breton Labs Remix) – 5:23 | Numérique 1. National Anthem – 3:50 2. National Anthem (Fred Falke Remix Edit) – 3:46 3. National Anthem (Tensnake Remix) – 3:43 4. National Anthem (Afterlife Remix) – 3:48 |

## Classements
| Pays          | Position |
| ------------- | -------- |
| Belgique (Nl) | 140e     |
| Croatie       | 4e       |
| France        | 152e     |
| Royaume-Uni   | 92e      |

## Historique des sorties
| Pays        | Date            | Format    |
| ----------- | --------------- | --------- |
| Irlande     | 6 juillet 2012  | Numérique |
| États-Unis  | 8 juillet 2012  | Radio     |
| Royaume-Uni | 8 juillet 2012  | Numérique |
| Royaume-Uni | 9 juillet 2012  | Vinyle    |
| Allemagne   | 17 juillet 2012 | Vinyle    |